# Henry P. Baldwin
Henry P. Baldwin (Coventry, 1814. február 22. – Detroit, 1892. december 31.) az Amerikai Egyesült Államok szenátora (Michigan, 1879–1881).